# Municipio de Oratorio
Municipio de Oratorio är en kommun i Guatemala.   Den ligger i departementet Departamento de Santa Rosa, i den södra delen av landet, 60 km sydost om huvudstaden Guatemala City.